# Glanes de Woronince
Les Glanes de Woronince, S. 249, sont une suite de trois pièces pour piano de Franz Liszt, écrites en 1847 à Woronińce, aujourd'hui Voronivtsi (en ukrainien : Воронівці), le domaine ukrainien de la princesse Carolyne de Sayn-Wittgenstein.

## Historique
Liszt rencontre la princesse pour la première fois lorsqu'il joue à Kiev le 14 février 1847. Récemment séparée de son mari, elle invite Liszt à passer quelque temps dans son domaine de Podolie. Il y reste dix jours, puis part pour une tournée de concerts, promettant de revenir à l'automne. Il revient vers le 18 septembre et reste jusqu'au début du mois de janvier 1848. C'est au cours de ces trois mois que la relation entre Liszt et Sayn-Wittgenstein prend une telle ampleur que la princesse envisage de demander le divorce au tsar Alexandre II de Russie afin de pouvoir épouser Liszt. Pendant ce temps, Liszt a également achevé une grande partie de ses Harmonies poétiques et religieuses.

## Contenu
Les trois pièces de Glanes de Woronince sont :
1. Ballade d'Ukraine, une doumka (petite poésie méditative-élégiaque)
2. Mélodies polonaises, deux chansons populaires, dont la seconde a été composée par Frédéric Chopin, ce que Liszt ignorait, pensant qu'il s'agissait simplement d'une chanson populaire, Życzenie, Op. posth. 74/1, écrite en 1829[2]
3. Complainte, une autre doumka.

Ces trois pièces sont dédiées à la fille de la princesse Carolyne, la princesse Marie de Sayn-Wittgenstein.
Liszt a également écrit une transcription pour piano solo de Życzenie de Chopin dans ses Six Chants polonais, S. 480, mais dans sa conception, c'est un morceau assez différent de celui repris dans les Glanes de Woronince.

## Enregistrements
Parmi les rares fois où la suite a été enregistrée, on peut citer les versions de Robert Black (en), France Clidat, Leslie Howard et Aleksandra Mikulska (en). Le numéro du milieu a été enregistré par Conrad Ansorge, élève de Liszt, dans une version qui ne correspond pas exactement au texte original.